# 大斯蒂格達爾峰
61°27′52″N 07°54′05″E / 61.46444°N 7.90139°E

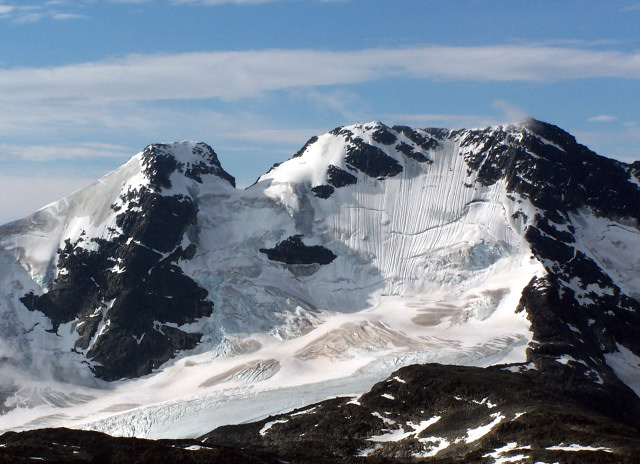

大斯蒂格達爾峰是挪威的山峰，位於該國西南部韋斯特蘭郡，處於呂斯特，屬於尤通黑門山脈中許龍阿訥山脈的一部分，海拔高度2,387米，是該國第四高峰，人類在1883年8月6日首次登頂。